# Royal Pavilion

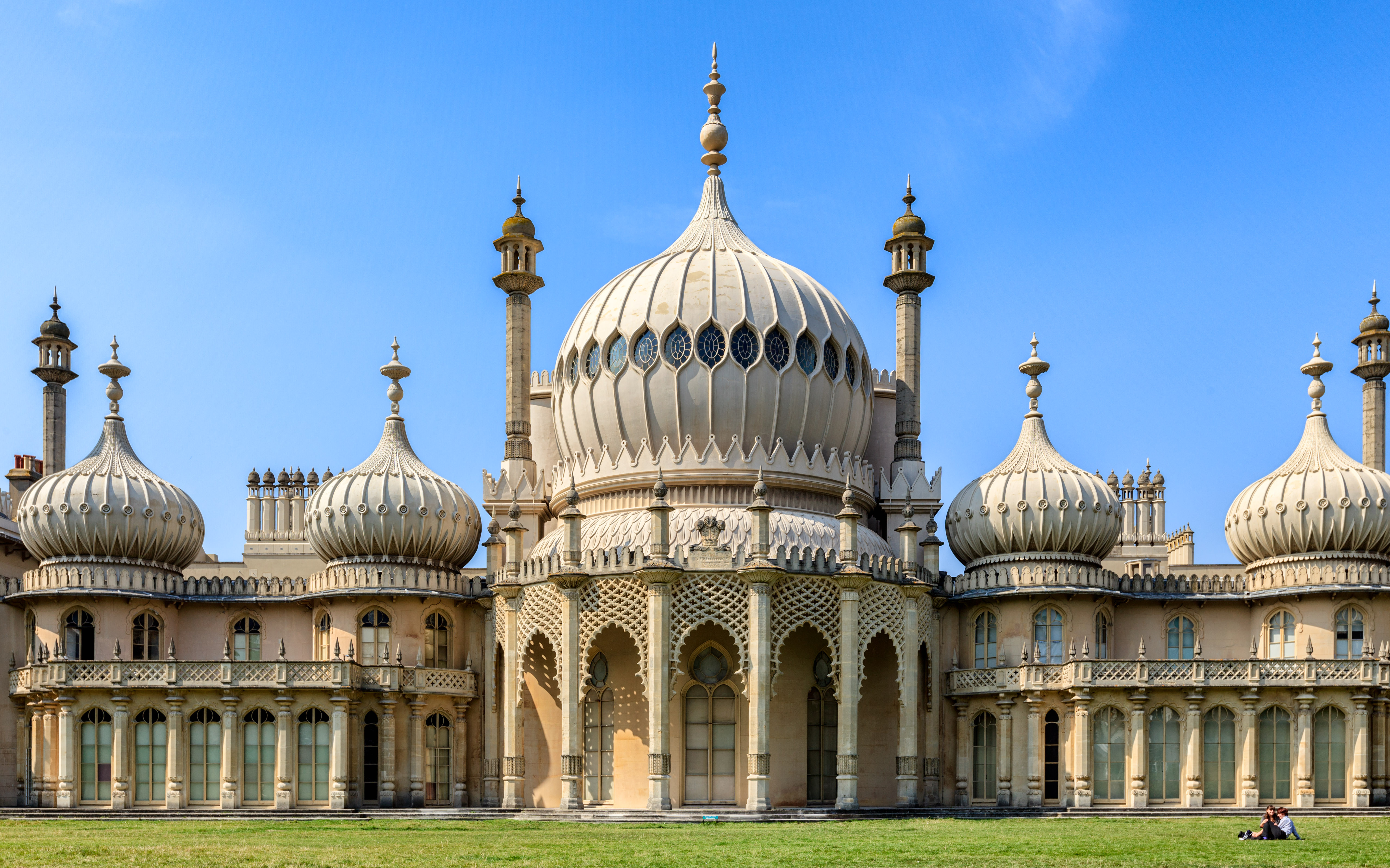
Royal Pavilion – exteriör.

Royal Pavilion (även: Brighton Pavilion) är en tidigare kunglig bostad i Brighton i Storbritannien. Den uppfördes under tidigt 1800-tal.
Det var Prince George av Wales, sedermera Georg IV av Storbritannien, som lät uppföra Royal Pavilion och bidrog till den popularitet och befolkningsökning Brighton genomgick från att ha varit en liten fiskestad på några tusen invånare till 50 000 invånare på 1800-talet.
Bostaden är känd för sin orientaliskinspirerade inredning som bland annat inkluderar bambutrappa i både riktig bambu och bambuimitation.
Prince George var inte alltid uppskattad av den engelska befolkningen så en tunnel byggdes från huvudbyggnaden till stallet, en tunnel som än idag är intakt men inte öppen för allmänheten.